# 구루마야 신타로
구루마야 신타로(일본어: 車屋 紳太郎, 1992년 4월 5일 ~ )는 일본의 축구 선수로, 포지션은 왼쪽 풀백이다. 2017년 현재 J1리그의 가와사키 프론탈레에서 뛰고 있다.

## 구단 경력

### 유소년기
구루마야 신타로는 친형의 영향을 받아 5살 때부터 축구를 시작하였다. 초등학교 4학년 때 다니구치 쇼고와 함께 구마모토 SC에 입단하였다. 2011년 오오즈 고등학교를 거쳐 쓰쿠바 대학 축구부에 입단하였다. 이후 간토 대학 축구 리그에서 신인상을 수상하였다.

### 가와사키 프론탈레
2015 시즌을 앞두고 가와사키 프론탈레와 정식 입단 계약을 맺었다. 그 이전에 특별지명선수로 가와사키에서 잠시 활약하기도 하였다. 2016 시즌 후기 리그 쇼난 벨마레전에서 프로 데뷔골을 터뜨렸다. 2017 시즌 등번호를 7번으로 변경하였으며, 해당 시즌 구단의 역사상 최초 리그 우승에 공헌하였다.

## 국가대표팀 경력
그는 2017년 10월 10일 아이티과의 경기에서 일본 국가대표팀에 데뷔했다. 2017년 EAFF E-1 풋볼 챔피언십에도 출전, 준우승. 그는 2018년까지 국제 A매치 통산 4경기에 출전했다.

## 개인사
다니구치 쇼고와는 초등학교, 중학교, 고등학교, 대학교를 모두 같이 나왔으며, 프로 계약도 함께 체결하였다. 또한 일본 축구 국가대표팀에 첫 소집과 출전도 함께하였다.

## 통계

### 구단
| 클럽  | 클럽              | 클럽  | 리그 | 리그 | 컵     | 컵     | 리그컵  | 리그컵  | 대륙   | 대륙   | 총계 | 총계 |
| 시즌  | 클럽              | 리그  | 출장 | 득점 | 출장   | 득점   | 출장    | 득점    | 출장   | 득점   | 출장 | 득점 |
| 일본  | 일본              | 일본  | 리그 | 리그 | 천황배 | 천황배 | J리그컵 | J리그컵 | 아시아 | 아시아 | 합계 | 합계 |
| ----- | ----------------- | ----- | ---- | ---- | ------ | ------ | ------- | ------- | ------ | ------ | ---- | ---- |
| 2013  | 가와사키 프론탈레 | J1    | 0    | 0    | 1      | 0      | 0       | 0       | 0      | 0      | 1    | 0    |
| 2014  | 가와사키 프론탈레 | J1    | 2    | 0    | 0      | 0      | 0       | 0       | 0      | 0      | 2    | 0    |
| 2015  | 가와사키 프론탈레 | J1    | 30   | 0    | 1      | 0      | 5       | 0       | -      | -      | 36   | 0    |
| 2016  | 가와사키 프론탈레 | J1    | 31   | 1    | 6      | 1      | 5       | 0       | -      | -      | 42   | 2    |
| 2017  | 가와사키 프론탈레 | J1    | 34   | 0    | 3      | 0      | 3       | 0       | 10     | 0      | 50   | 0    |
| 총 계 | 총 계             | 총 계 | 97   | 1    | 11     | 1      | 13      | 0       | 10     | 0      | 131  | 2    |

### 국가대표팀
| 일본 | 일본 | 일본 |
| 연도 | 출전 | 득점 |
| ---- | ---- | ---- |
| 2017 | 3    | 0    |
| 2018 | 1    | 0    |
| 통산 | 4    | 0    |

## 수상

### 구단

#### 가와사키 프론탈레
- J1리그 (1) : 2017

### 개인
- 전일본 고교 축구 선수권 대회 우수선수상 : 2010
- 간토 대학 축구 리그전 신인상 : 2011
- 덴소컵 베스트일레븐 : 2011
- J리그 우수선수상 : 2016
- J리그 베스트일레븐 : 2017